# Чон Бон Су
Чон Бон Су (1572—1645) — корейский военачальник.

## Биография
Чон Бон Су родился в семье провинциальных дворян. Во время войн с маньчжурами был одним из основателей и руководителей всенародной борьбы с чжурчжэньскими(маньчжурскими) захватчиками.
В 1627 году, во время первого маньчжурского нашествия, Чон Бон Су собрал добровольцев-ыйбён и организовал защиту родного города Ёнголь (впоследствии Чхольсан, в провинции Северная Пхенандо). Отряд Чон Бон Су отразил нападение наступавшего противника и отбил при этом несколько тысяч пленных корейцев. Этот успех сделал имя Чон Бон Су популярным в народе, что отразилось также и в фольклоре.